# Trigonopsis howesi
Trigonopsis howesi är en biart som beskrevs av Vardy 1978. Trigonopsis howesi ingår i släktet Trigonopsis och familjen grävsteklar. Inga underarter finns listade i Catalogue of Life.